# 炭焼平古墳群
炭焼平古墳群（すみやきびらこふんぐん）は愛知県豊川市東上町炭焼平にある古墳群。

## 概要
本宮山の南麓に広がる炭焼平から柿木平にあり、炭焼平古墳群あるいは炭焼古墳群と呼ばれる。
1952年（昭和27年）に農林省の事業で開墾が進められた際に発見された。県道21号付近を中心とした炭焼平から柿木平にかけての南北約900メートルの範囲に40基が点在、そのほとんどは円墳だが1基の前方後円墳が含まれる。周辺ではそれ以前から開墾に際して土器などが出土したと伝わり、実際にはもっと多くの古墳があったとも推測されている。
1954年（昭和29年）に愛知県指定史跡に指定された5基以外は開発により消滅した。なお、指定外の最後の1基（40号墳？）が近年まで残っていたようである。発掘調査が行なわれた古墳からは横穴式石室が見つかっており、その出土品からほとんどが6世紀後半から7世紀後半にかけて築造されたと考えられている。

## 調査概略
- 1952年 - 旧一宮村が名古屋大学に調査を依頼し、1〜22号墳の内、15基について発掘調査。
- 1957年 - 開墾で失われることが確定した27〜29号墳について愛知大学が発掘調査。
- 1983年 - 同年に確認された37〜40号墳のうち、37〜39号墳の発掘調査。
- 1992年 - 県道整備に伴う、一宮町教育委員会による15、17〜19号墳の確認調査。
- 2002年 - 一宮町教育委員会による4号墳の墳丘・石室の実測調査。

## 規模と構造

### 4号墳
同古墳群で唯一の前方後円墳で、古墳群の中の首長墳と位置付けられている。1952年に発掘調査が行なわれ1954年に愛知県史跡に指定。天井部は失われていたが横穴式石室が検出され、発掘後そのままの状態で保存された。現在でも地元農家のビニールハウスや畑に囲まれた中にあって、露出した石室部を見ることが出来る。なお、墳丘の規模については確認に使用した資料と現地看板に記された数値があまりに違うため、両方を併記（カッコ内が現地看板）しておくが、後述する数値などについては資料を参考にしている。
- 墳長 16メートル（34.5メートル）
- 前方部幅 6.6メートル（17メートル）
- 前方部高 0.6メートル（同じ）
- 後円部径 9メートル（27メートル）
- 後円部高 1.4メートル（同じ）

墳丘の周囲から列石が検出された。石室は全長7メートルの胴張型石室で西側に開口。床面は玄室と羨道部を分ける段差があり、奥壁の高さは1.9メートルとなっている。出土品から他の古墳より築造年代が若干旧い可能性もあると見られている。

### 15・17〜19号墳

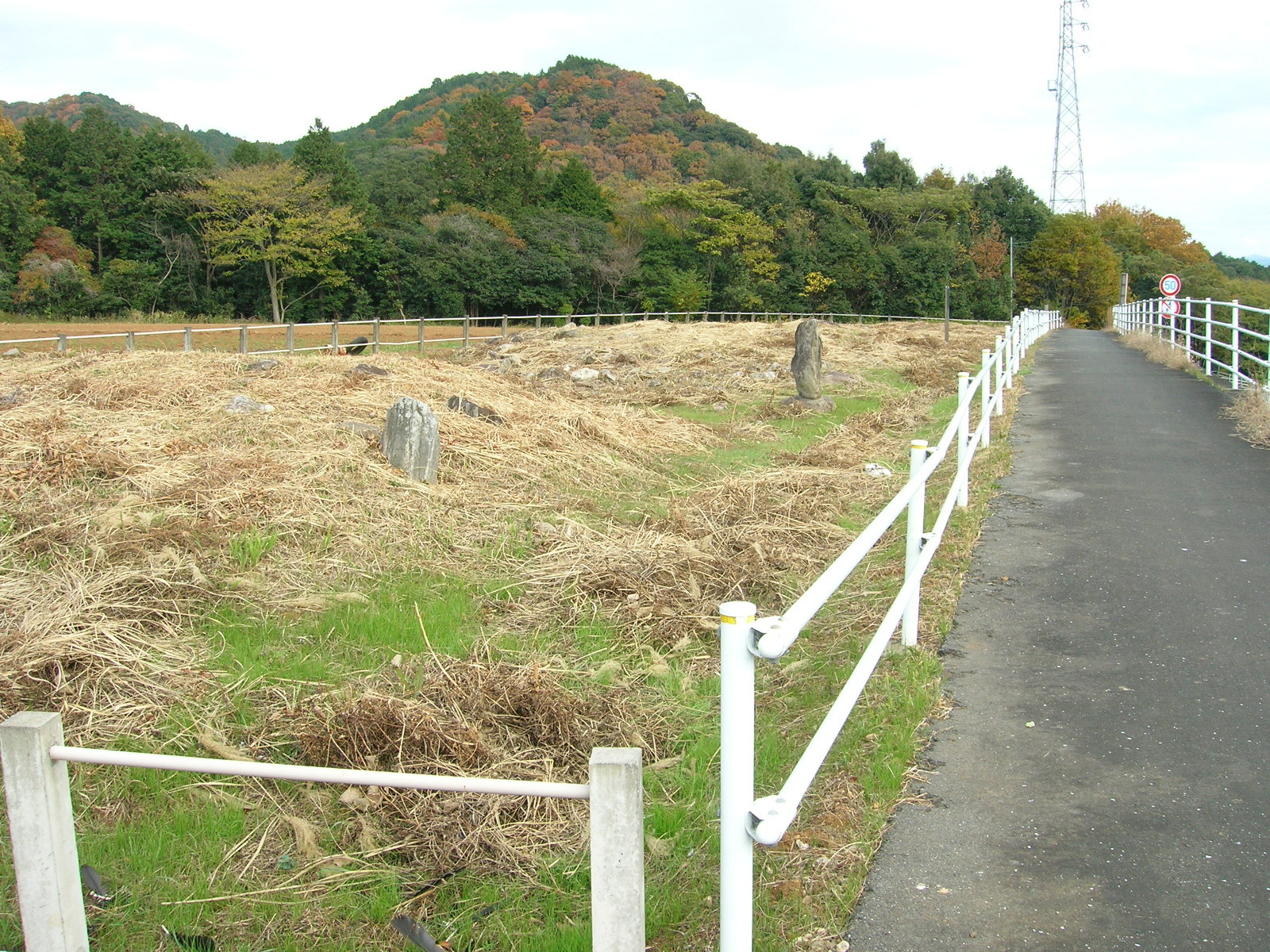
県道沿いに残る15号、および17〜19号墳

県道21号の道路脇に残る4基の円墳で、発掘調査は行なわれていないため内部主体は不明。1954年に愛知県史跡に指定された。墳丘の規模は約10メートルと言われ、19号墳については墳径16メートルとの推定もあるが、現状では大きさの違いを見てとるのは難しい。また、どの墳丘がどの古墳に相当するのかは現地にも表記が無い。
1992年調査時、17号墳の墳裾から一辺約1メートルの小石室を検出しており、同古墳に追葬が行なわれた可能性が指摘されている。

### その他の古墳
20・21号墳では墳丘を囲む列石が検出され、墳径8メートル前後とされた。他の多くも同規模と見られているが必ずしも確認された数値ではない。発掘調査された古墳では横穴式石室が検出され、ほとんどは全長約4メートルだが、5号墳では約7メートルの石室が確認されている。調査されること無く撤去された古墳については資料が残っていないため、詳細は不明である。

#### 出土品
- 土器
  - 須恵器
- 装飾品
  - 勾玉
  - 管玉
  - 耳環
  - 鉄鈴
- 武器
  - 大刀
  - 鉄鏃
  - 鞘金具
- その他
  - 刀子
  - 曲刃鎌

鉄鈴（20号墳）や金銅装獅噛環頭（21号墳）などが注目されたほか、14号墳から出土した鳥鈕蓋付台付壷（鳥の装飾が施された須恵器）は愛知県の有形文化財に指定された。出土品は愛知大学綜合郷土研究所および豊川市民俗資料館に収蔵されている。

## アクセス
- 公共交通機関
  - JR東海飯田線 - 江島駅から北進約1.6キロメートル

- 自家用車
  - 国道151号江島駅交差点から北進約1.7km
  - 愛知県道21号豊川新城線沿い、本宮山ウォーキングセンターから東へ約900メートル。

古墳周辺に車を止めるのは困難であり、ウォーキングセンター駐車場が一番近い公共の駐車場となる。